# Дреново (Корча)
Дреново (алб. Drenova) је насељено место у општини Корча у округу Корча, Албанија. Према попису из 2001. године био је 851 становник.
Према Боривоју Милојевићу, 1920. године у Дренову је било 130 кућа Словена хришћана. До 1960. године већинско становништво је било словенско, након тога почиње досељавање Аромуна чиме се мења етничка структура насеља. Староседелачко становништво се иселило или асимиловало, тако да је насеље настањено православним Албанцима и Аромунима.
У Дренову је рођен песник Александар Ставре Дренова, познатији као Асдрени, аутор химне Албаније.